# The War to End All Wars
The War to End All Wars è il decimo album in studio della band power metal Sabaton, pubblicato il 4 marzo 2022.
L'album funge da sequel all'album The Great War, del 2019, ed è un concept album che, come il suo predecessore, si concentra sulle atrocità, sui miracoli e sugli avvenimenti della prima guerra mondiale; il titolo è un riferimento all'errata convinzione dei contemporanei che essa sarebbe stata «una guerra per mettere fine a tutte le guerre».
Il singolo "Christmas Truce" è stato nominato come Video musicale dell'anno ai Global Metal Apocalypse Awards del 2021, finendo al secondo posto.

## Tracce
1. Sarajevo – 4:37
2. Stormtroopers – 3:56
3. Dreadnought – 4:58
4. The Unkillable Soldier – 4:11
5. Soldier of Heaven – 3:38
6. Hellfighters – 3:26
7. Race to the Sea – 3:47
8. Lady of the Dark – 3:03
9. The Valley of Death – 4:13
10. Christmas Truce – 5:18
11. Versailles – 4:14

## Temi
- "Sarajevo" parla dell'attentato di Sarajevo.
- "Stormtroopers" parla delle squadre di fanteria d'assalto dell'esercito imperiale tedesco, le Stoßtrupp.
- "Dreadnought" parla delle corazzate monocalibro, un tipo particolare di nave da battaglia sviluppato a partire dai primi anni del XX secolo.
- "The Unkillable Soldier" racconta di Adrian Carton de Wiart, uno dei più famosi e decorati militari britannici del XX secolo.
- "Soldier of Heaven" parla delle valanghe del venerdì bianco (13 dicembre 1916) e dei soldati che vi perirono.
- "Hellfighters" parla del 369th Infantry Regiment, meglio conosciuto come Harlem Hellfighters.
- "Race to the Sea" racconta di Alberto I del Belgio che combatté a fianco dei suoi soldati nella battaglia dell'Yser alla fine della Corsa al mare del 1914.
- "Lady of the Dark" parla di Milunka Savić, una militare serba che ha combattuto dal 1912 al 1919.
- "The Valley of Death" parla della battaglia di Doiran del 1917.
- "Christmas Truce" racconta della Tregua di Natale.
- "Versailles" parla del Trattato di Versailles.

## Formazione
- Joakim Brodén - voce, tastiera
- Pär Sundström - basso, cori
- Chris Rörland - chitarra, cori
- Tommy Johansson - chitarra, cori
- Hannes van Dahl - batteria, cori

## Classifiche

### Classifiche settimanali
| Classifica (2022) | Posizione massima |
| ----------------- | ----------------- |
| Australia         | 25                |
| Austria           | 1                 |
| Finlandia         | 1                 |
| Grecia            | 65                |
| Islanda           | 21                |
| Italia            | 71                |
| Lituania          | 54                |
| Norvegia          | 2                 |
| Paesi Bassi       | 6                 |
| Polonia           | 1                 |
| Regno Unito       | 16                |
| Repubblica Ceca   | 6                 |
| Slovacchia        | 81                |
| Spagna            | 28                |
| Svezia            | 1                 |
| Svizzera          | 4                 |
| Ungheria          | 1                 |

### Classifiche di fine anno
| Classifica (2022) | Posizione |
| ----------------- | --------- |
| Belgio (Fiandre)  | 145       |
| Germania          | 43        |
| Polonia           | 100       |
| Svizzera          | 89        |